# Снаксарев, Марк Евсеевич
Марк Евсеевич Снаксарев (?—1829) — контр-адмирал, командир 3-й бригады Черноморского флота.

## Биография
Образование получил в Морском кадетском корпусе, из которого выпущен гардемарином в Балтийский флот и в 1788 году произведён в мичманы.
В 1789 году, на катере «Меркурий» под командованием капитан-лейтенанта Кроуна, был при взятии шведского фрегата «Венус». В 1790 году, находясь на корабле «Всеслав», участвовал в сражении со шведском флотом под Красной горкой, а потом — в бою в Выборгской губе.
В 1798 году был назначен в эскадру адмирала Ф. Ф. Ушакова и в её составе отправился в Средиземное море, где отличился при освобождении от французов Неаполя и в разных прочих делах при взятии средиземноморских крепостей.
В 1804 году Снаксарев был произведён в капитан-лейтенанты и назначен командиром фрегата «Михаил», на котором отправился на Корфу и в Архипелаг, где оставался до 1810 года, причём неоднократно принимал участие в сражениях с турками; в том же 1810 году за отличие произведён в капитаны 2-го ранга. 26 ноября 1804 года был награждён орденом св. Георгия 4-й степени (№ 1605 по кавалерскому списку Григоровича — Степанова).
По возвращении в Херсон назначен командиром корабля «Азия» и с тех пор ежегодно плавал в практической эскадре. Последовательно командовал флотскими экипажами 69-м (с 1811 года), 60-м и 29-м (оба с 1814 года). В 1818 году получил чин капитана 1-го ранга.
В 1827 году произведён в контр-адмиралы; в следующем году был назначен флотским начальником в Николаев и командиром 3-й бригады Черноморского флота.
Скончался Снаксарев 29 апреля 1829 года.
После смерти адмирала наследники в 1831 году продали его дом в Севастополе для размещения библиотеки (ныне Морская библиотека им. М. П. Лазарева).